# Campionati italiani di triathlon sprint del 2005
I Campionati italiani di triathlon sprint del 2005 sono stati organizzati dalla Federazione Italiana Triathlon e si sono tenuti a Rimini in Emilia-Romagna, in data 24 settembre 2005.
Tra gli uomini ha vinto Daniel Fontana (RP Action DDS), mentre la gara femminile è andata a Daniela Chmet (RP Action DDS).

## Risultati

### Élite uomini
| Pos. | Atleta               | Società sportiva           | Nuoto    | Bici     | Corsa    | Totale   |
| ---- | -------------------- | -------------------------- | -------- | -------- | -------- | -------- |
|      | Daniel Fontana       | RP Action DDS              | 00:10:18 | 00:29:32 | 00:16:05 | 00:55:55 |
|      | Alessandro Bottoni   | Fiamme Azzurre             | 00:00:00 | 00:00:00 | 00:56:04 | 00:56:04 |
|      | Leonardo Fiorella    | Fiamme Oro                 | 00:10:26 | 00:29:26 | 00:16:13 | 00:56:05 |
| 4    | Stefano Mosconi      | RP Action DDS              | 00:00:00 | 00:00:00 | 00:56:14 | 00:56:14 |
| 5    | Giuseppe Ferraro     | Carabinieri                | 00:10:43 | 00:29:11 | 00:16:21 | 00:56:15 |
| 6    | Emilio D'Aquino      | Carabinieri                | 00:10:23 | 00:29:28 | 00:16:26 | 00:56:17 |
| 7    | Ivan Risti           | Triathlon Lecco            | 00:10:23 | 00:29:28 | 00:16:27 | 00:56:18 |
| 8    | Fabrizio Baralla     | Jhonny Triathlon           | 00:10:27 | 00:29:24 | 00:16:32 | 00:56:23 |
| 9    | Daniel Hofer         | Carabinieri                | 00:10:39 | 00:29:13 | 00:16:32 | 00:56:24 |
| 10   | Andrea D'Aquino      | Carabinieri                | 00:00:00 | 00:00:00 | 00:56:28 | 00:56:28 |
| 11   | Alessandro Degasperi | L'Arcobaleno Carraro       | 00:10:36 | 00:29:10 | 00:16:43 | 00:56:29 |
| 12   | Fabio Guidelli       | Jhonny Triathlon           | 00:10:53 | 00:28:56 | 00:16:53 | 00:56:42 |
| 13   | Claudio Oriana       | Triathlon Lecco            | 00:00:00 | 00:00:00 | 00:56:50 | 00:56:50 |
| 14   | Alessandro Terranova | Esercito                   | 00:10:33 | 00:29:15 | 00:17:03 | 00:56:51 |
| 15   | Francesco Cecchin    | Tri. Rari Nantes Marostica | 00:10:55 | 00:29:02 | 00:17:11 | 00:57:08 |
| 16   | Massimo De Ponti     | Friesian Team              | 00:10:41 | 00:29:14 | 00:17:21 | 00:57:16 |
| 17   | Alberto Casadei      | Bianchi Mes3Sports         | 00:10:28 | 00:29:24 | 00:17:35 | 00:57:27 |
| 18   | Gianfranco Mione     | Peperoncino Team           | 00:10:44 | 00:29:08 | 00:17:36 | 00:57:28 |
| 19   | Andrea Salzarulo     | RP Action DDS              | 00:10:21 | 00:29:32 | 00:17:38 | 00:57:31 |
| 20   | Davide Bargellini    | Friesian Team              | 00:10:40 | 00:29:15 | 00:17:39 | 00:57:34 |

### Élite donne
| Pos. | Atleta               | Società sportiva             | Nuoto    | Bici     | Corsa    | Totale   |
| ---- | -------------------- | ---------------------------- | -------- | -------- | -------- | -------- |
|      | Daniela Chmet        | RP Action DDS                | 00:11:24 | 00:33:41 | 00:19:04 | 01:04:09 |
|      | Charlotte Bonin      | Valle d'Aosta                | 00:11:36 | 00:33:30 | 00:19:32 | 01:04:38 |
|      | Elisa Battistoni     | Atl. Desenzano               | 00:11:28 | 00:33:37 | 00:19:40 | 01:04:45 |
| 4    | Valentina Filipetto  | Silca Ultralite              | 00:11:40 | 00:33:22 | 00:20:13 | 01:05:15 |
| 5    | Giunia Chenevier     | Fiamme Azzurre               | 00:11:25 | 00:33:43 | 00:20:15 | 01:05:23 |
| 6    | Annamaria Mazzetti   | Friesian Team                | 00:12:17 | 00:34:24 | 00:19:09 | 01:05:50 |
| 7    | Marta Gaiardelli     | Fiamme Azzurre               | 00:11:54 | 00:34:48 | 00:19:12 | 01:05:54 |
| 8    | Marialuisa Tavernini | CUS Trento CTT               | 00:11:22 | 00:33:44 | 00:21:22 | 01:06:28 |
| 9    | Elena Spaggiari      | Triathlon Lecco              | 00:11:51 | 00:34:52 | 00:20:13 | 01:06:56 |
| 10   | Cristina Giribon     | Fiamme Oro                   | 00:12:18 | 00:34:22 | 00:20:25 | 01:07:05 |
| 11   | Irma Ventura         | Triathlon Cremona Stradivari | 00:12:02 | 00:34:41 | 00:21:23 | 01:08:06 |
| 12   | Silvia Riccò         | Fiamme Azzurre               | 00:12:28 | 00:35:24 | 00:20:26 | 01:08:18 |
| 13   | Alice Cabianca       | Bianchi Mes3Sports           | 00:11:57 | 00:34:45 | 00:22:06 | 01:08:48 |
| 14   | Federica Bazzocchi   | Alpe Adria                   | 00:13:40 | 00:35:49 | 00:20:32 | 01:10:01 |
| 15   | Elena Bordignon      | Tri. Rari Nantes Marostica   | 00:12:18 | 00:36:51 | 00:21:04 | 01:10:13 |
| 16   | Maria Pezzarossa     | Triathlon Cremona Stradivari | 00:13:37 | 00:35:47 | 00:21:05 | 01:10:29 |
| 17   | Francesca Zampieri   | Fumane Triathlon             | 00:13:09 | 00:36:14 | 00:21:55 | 01:11:18 |
| 18   | Annalisa Minesso     | Bianchi Mes3Sports           | 00:13:12 | 00:36:15 | 00:22:11 | 01:11:38 |
| 19   | Francesca Rossi      | 1A Mistral                   | 00:12:15 | 00:35:39 | 00:23:52 | 01:11:46 |
| 20   | Odette Bertolin      | Silca Ultralite              | 00:15:28 | 00:35:35 | 00:20:49 | 01:11:52 |